# سلحفاة رفرافية القوقعة
سلحفاة رفرافية القوقعة (الاسم العلمي: Lissemys)، جنس سلاحف من فصيلة السلاحف ذات الأغطية الملساء. أعطانها في جنوب آسيا.

## الأنواع
تحتوي السلحفاة رفرافية القوقعة على ثلاث أنوع:
- Lissemys ceylonensis (جون إدوارد غراي, 1856) – سلحفاة رفرافية القوقعة السريلانكية
- سلحفاة رفرافية القوقعة الهندية (بيير جوزيف بوناتير, 1789) – سلحفاة رفرافية القوقعة الهندية
- سلحفاة رفرافية القوقعة البورمية (فيلهلم بيترز, 1868) – سلحفاة رفرافية القوقعة البورمية

تشير الأسماء العلمية بين قوسين أن النوع في الأصل قد وصُف في جنس أخر غير سلحفاة رفرافية القوقعة.

## ببليوغرافيا
- Rhodin, Anders G.J.؛ van Dijk, Peter Paul؛ Iverson, John B.؛ Shaffer, H. Bradley؛ Roger, Bour (31 ديسمبر 2011). "Turtles of the world, 2011 update: Annotated checklist of taxonomy, synonymy, distribution and conservation status" (PDF). Chelonian Research Monographs. ج. 6. مؤرشف من الأصل (PDF) في 2012-01-22.
- Fritz، Uwe؛ Havaš, Peter (31 أكتوبر 2007). "Checklist of Chelonians of the World" (PDF). مؤرشف من الأصل (pdf) في 2010-12-29. اطلع عليه بتاريخ 2010-12-29.

## للاستزادة
- مالكولم سميث (1931). The Fauna of British India, Including Ceylon and Burma. Reptilia and Amphibia. Vol. I.—Loricata, Testudines. London: Secretary of State for India in Council. (Taylor and Francis, printers). xxviii + 185 pp. + Plates I-II. (Lissemys, new genus, p. 154).